# Garajamirli
Garajamirli eller Qaracəmirli (ryska: Гараджамирли) är en ort i Azerbajdzjan.   Den ligger i distriktet Şəmkir Rayonu, i den västra delen av landet, 300 km väster om huvudstaden Baku. Garajamirli ligger 222 meter över havet och antalet invånare är 5 243.
Terrängen runt Garajamirli är lite kuperad. Närmaste större samhälle är Shamkhor, 16,8 km väster om Garajamirli.
Trakten runt Garajamirli består till största delen av jordbruksmark. Runt Garajamirli är det ganska tätbefolkat, med 83 invånare per kvadratkilometer.